# Mare di Riiser-Larsen

Mappa con la posizione del mare di Riiser-Larsen

Mare di Riiser-Larsen (Riiser-Larsen Sea in inglese) è il nome proposto per un tratto di mare dell'Oceano Antartico, di fronte alla Costa della Principessa Astrid e alla Costa della Principessa Ragnhild nella Terra della Regina Maud, in Antartide.
Il nome mare di Riiser-Larsen venne coniato nel 1962 dalla settima spedizione antartica sovietica in onore dell'aviatore ed esploratore norvegese Hjalmar Riiser-Larsen, a capo della spedizione che nel 1930 per la prima volta esplorò e mappò queste regioni del continente antartico.
Nel 2002 tale nome venne proposto nella bozza della quarta edizione della pubblicazione sui confini degli oceani e dei mari dell'Organizzazione idrografica internazionale. La bozza non è mai stata approvata dall'Organizzazione idrografica internazionale, e la versione tutt'ora in vigore della pubblicazione è la terza edizione del 1953.

Le principali autorità geografiche internazionali non riportano pertanto il nome mare di Riiser-Larsen, mentre esso appare in alcune mappe sovietiche e russe.
Secondo quanto indicato nella bozza del 2002, il mare di Riiser-Larsen avrebbe dovuto essere compreso tra 14°00'E, e 33°45'E, in corrispondenza della penisola Riiser-Larsen, avere una estensione di 1.138.300 chilometri quadrati e confinare a ovest con il mare di Lazarev e ad est con il mare dei Cosmonauti, altri due tratti di mare proposti nella bozza ma mai ufficialmente approvati.
In questo tratto di mare l'acqua è prossima al congelamento e vi è una forte presenza di iceberg alla deriva durante tutto l'anno. La profondità supera i 3000 metri nella maggior parte dei mare.